# Teatro Nacional Francisco Gavidia

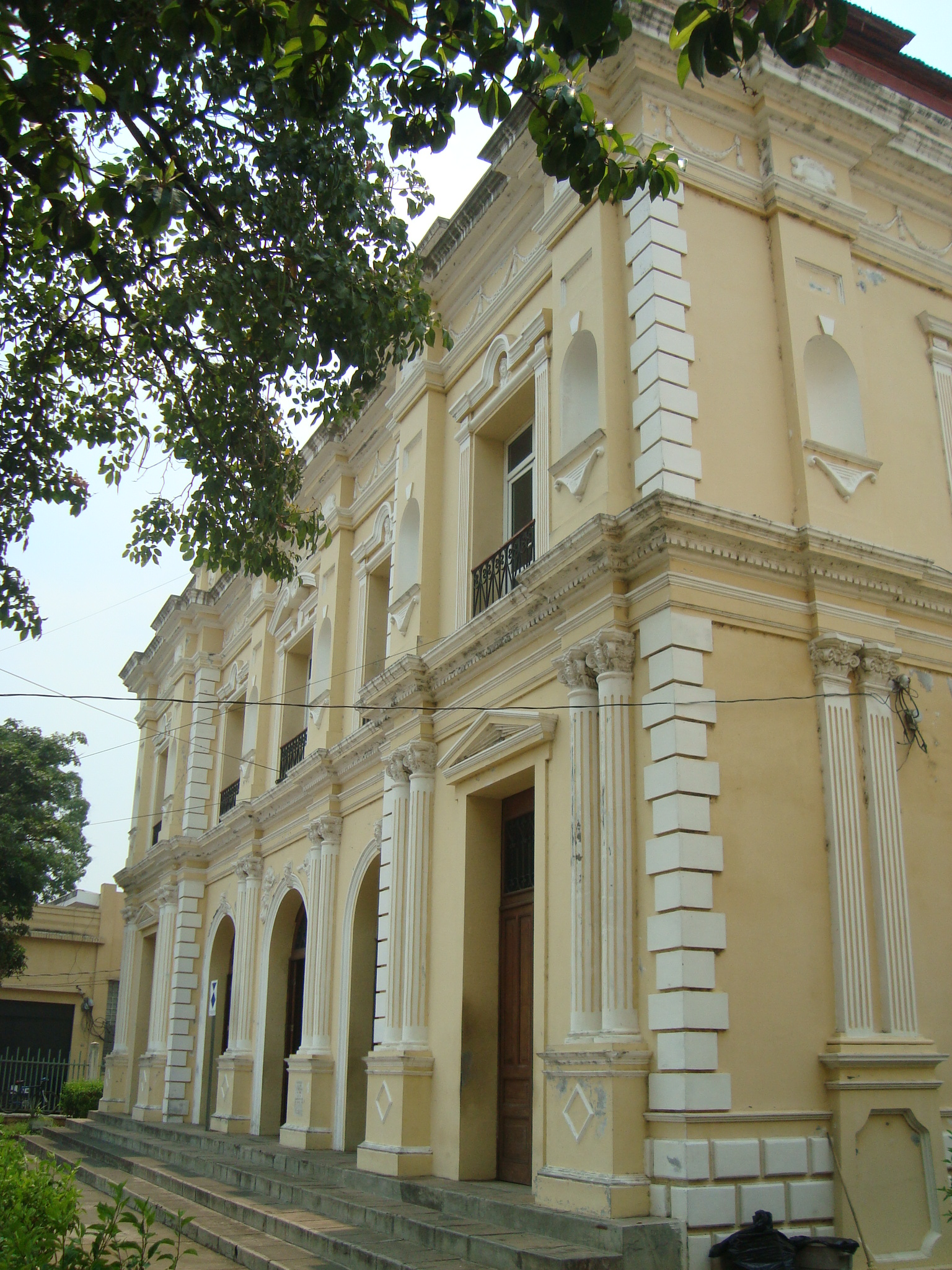
Teatro Nacional Francisco Gavidia

Das Teatro Nacional Francisco Gavidia ist ein Kulturzentrum für die darstellenden Künste der Stadt San Miquel in El Salvador.  

## Geschichte
1901 wurde von der Exekutive der Stadt San Miguel (Junta de Fomento de San Miguel) der Beschluss gefasst ein Stadttheater zu errichten. Mit der Planung des Theaters wurde der belgische Diplom-Ingenieur Marcos Letona  der an der Université catholique de Louvain als Professor tätig war beauftragt. Die Bauarbeiten wurden von dem Unternehmen des Baumeisters Manuel Aragón am 1. Januar 1903 begonnen und dauerten bis zum 25. Dezember 1908. Die Ausführung des Theaters gleicht einer Miniaturausgabe der Opéra National de Paris.
Das Theater wurde im neoklassischen Stil erbaut. Auf einer Fläche von 1075 m² befinden sich 450 Sitzplätze, die sich auf zwei Ebenen verteilen. Auf der ersten Etage ist auch das Foyer. Der große Saal hat die Form einer liegenden Lyra.  
Im Jahre 1909 wurde das Stadttheater mit der Aufführung La viuda alegre, einer Operette in drei Akten von Franz Lehár eröffnet. In den Jahren 1914 bis 1925 wurde das Gebäude auch zu Filmvorführungen genutzt.

## Namensgeber
Am 27. März 1939 wurde das Stadttheater zu Ehren des berühmten salvadorianischen Humanisten Francisco Gavidia umbenannt.